# آر آتش‌دان
آر آتش‌دان یک ستاره است که در صورت فلکی آتشدان قرار دارد.